# Přebor Královéhradeckého kraje 2008/2009
V utkáních Přeboru Královéhradeckého kraje 2008/2009 se utkalo 16 týmů dvoukolovým systémem podzim-jaro. Tento ročník začal v srpnu 2008 a skončil v červnu 2009.
Z Divize C 2007/2008 do soutěže sestoupil tým MFK Trutnov. Postup do Divize C 2009/2010 si zajistil vítězný tým 1. FK Nová Paka. Sestoupily poslední 2 týmy.

## Konečná tabulka Přeboru Královéhradeckého kraje 2007/2008
| Poř. | Tým                              | Z  | V  | R | P  | VG  | OG | B  |
| ---- | -------------------------------- | -- | -- | - | -- | --- | -- | -- |
| 1.   | 1. FK Nová Paka                  | 30 | 26 | 1 | 3  | 88  | 19 | 79 |
| 2.   | FC Olympia Hradec Králové        | 30 | 24 | 4 | 2  | 113 | 21 | 76 |
| 3.   | MFK Trutnov (S)                  | 30 | 23 | 5 | 2  | 89  | 22 | 74 |
| 4.   | SK Jičín                         | 30 | 16 | 2 | 12 | 85  | 54 | 50 |
| 5.   | TJ Slovan Broumov                | 30 | 14 | 8 | 8  | 60  | 47 | 50 |
| 6.   | FC Nový Hradec Králové           | 30 | 14 | 5 | 11 | 53  | 47 | 47 |
| 7.   | TJ Jiskra Česká Skalice          | 30 | 13 | 5 | 12 | 50  | 45 | 44 |
| 8.   | Sokol Lhota pod Libčany          | 30 | 11 | 2 | 17 | 45  | 65 | 35 |
| 9.   | SK Přepychy                      | 30 | 10 | 3 | 17 | 39  | 63 | 33 |
| 10.  | FC Spartak Rychnov nad Kněžnou   | 30 | 9  | 5 | 16 | 39  | 65 | 32 |
| 11.  | FK Náchod-Deštné „B“             | 30 | 9  | 4 | 17 | 56  | 79 | 31 |
| 12.  | FK Černilov                      | 30 | 9  | 4 | 17 | 32  | 77 | 31 |
| 13.  | TJ Spartak Police nad Metují (N) | 30 | 8  | 6 | 16 | 34  | 63 | 30 |
| 14.  | TJ Velešov Doudleby nad Orlicí   | 30 | 8  | 4 | 18 | 41  | 71 | 28 |
| 15.  | FK Jaroměř (N)                   | 30 | 7  | 7 | 16 | 38  | 75 | 28 |
| 16.  | TJ Červený Kostelec              | 30 | 4  | 5 | 21 | 27  | 76 | 17 |

Poznámky:
- Z = Odehrané zápasy; V = Vítězství; R = Remízy; P = Prohry; VG = Vstřelené góly; OG = Obdržené góly; B = Body; (S) = Mužstvo sestoupivší z vyšší soutěže; (N) = Mužstvo postoupivší z nižší soutěže (nováček)

|  | Postup do Divize C 2009/2010   |
|  | Sestup do I. A třídy 2009/2010 |